# Fay-aux-Loges
Fay-aux-Loges este o comună franceză situată în departamentul Loiret, în regiunea Centre-Val de Loire.

## Geografie

### Localizare
Fay-aux-Loges se află în centrul departamentului Loiret, la mai puțin de 10 km nord de fluviul Loara. În linie dreaptă, Orléans, reședința departamentului, se află la 17,6 km spre vest (22 km pe șosea); Châteauneuf-sur-Loire, fostul centru de canton până în martie 2015, este situat la 9,2 km (10,5 km pe șosea) spre sud-est; iar Jargeau, cel mai apropiat punct de pe malul Loarei, se află la 7,0 km (7,1 km pe șosea) spre sud.

### Comune limitrofe
|         | Traînou | Sully-la-Chapelle     |
| Donnery |         | Vitry-aux-Loges       |
| Mardié  | Jargeau | Châteauneuf-sur-Loire |

### Geologie și relief
Regiunea Orléans se află în sudul Bazinului Parisului, o vastă depresiune formată dintr-o suprapunere de straturi sedimentare, de origine în principal detritică (provenite din eroziunea unor vechi lanțuri muntoase) și carbonatică (precipitații de carbonat de calciu). Aceste depuneri se întind din perioada Triasicului (acum aproximativ 250 de milioane de ani) până în Pliocen (acum aproximativ 23 de milioane de ani) și s-au realizat în special în mediu marin, dar și în medii lacustre.
Succesiunea perioadelor glaciare și interglaciare din Cuaternar a dus la actuala configurație geomorfologică: alterarea mai mult sau mai puțin profundă a rocilor aflate în loc, terasele aluvionare vechi suspendate pe platouri și incizia actualei văi a Loarei.
Calcarele din Beauce, care formează substratul teritoriului comunei, s-au format în perioada Aquitanianului (între aproximativ 23 și 20,5 milioane de ani în urmă). Partea lor superioară — calcarele din Pithiviers (m1CPi) și marnele și calcarele din Orléanais (m2MCO) — apare la suprafață pe versanții văii Oussance. Marnele și nisipurile din Orléanais (m2MSO), primele depozite burdigaliene (între cca. 20,44 și 15,97 milioane de ani în urmă) care acoperă calcarele din Beauce, ocupă partea nordică a teritoriului comunei. Aceste nisipuri sunt compuse în principal din granule rotunjite de cuarț, însoțite de feldspați caolinizați și friabili, silexuri cu patină neagră și pietrișuri calcaroase, frecvent întâlnite la baza formațiunii.
Această formațiune este la rândul ei suprapusă de nisipurile și argilele din Sologne (m3-p1SASO), datate din Langhianul superior până în Pliocenul inferior. Este vorba despre o formațiune compusă din nisipuri (cuarț de origine gnaisică sau granitică) argiloase, de la foarte grosiere la fine, și din lentile de argilă verde, pură sau nisipoasă, care ocupă partea sudică a comunei. Albia minoră a râului Bionne este alcătuită din aluviuni recente (Fz), datând din Holocen, compuse din nisipuri de cuarț rotunjite, provenite din redepunerea nisipurilor din Orléanais aflate dedesubt, erodate de cursul de apă.
Fragmentate și fisurate, calcarele pot fi afectate de fenomene carstice. Circulațiile preferențiale ale apelor subterane erodează aceste calcare în profunzime, ceea ce duce la formarea de depresiuni, avene sau doline. Manifestările la suprafață ale acestor fragilități nu sunt rare în regiunea Orléans. În comuna Fay-aux-Loges, au fost inventariate 41 de cavități de către Serviciul Regional Centru al BRGM, în octombrie 2003 — majoritatea fiind doline (depresiuni circulare sau eliptice legate de activitatea carstică).
Teritoriul comunei este relativ plat, având o diferență de nivel maximă de 24 de metri. Altitudinea variază, într-adevăr, între 102 metri și 126 metri.

### Hidrografie

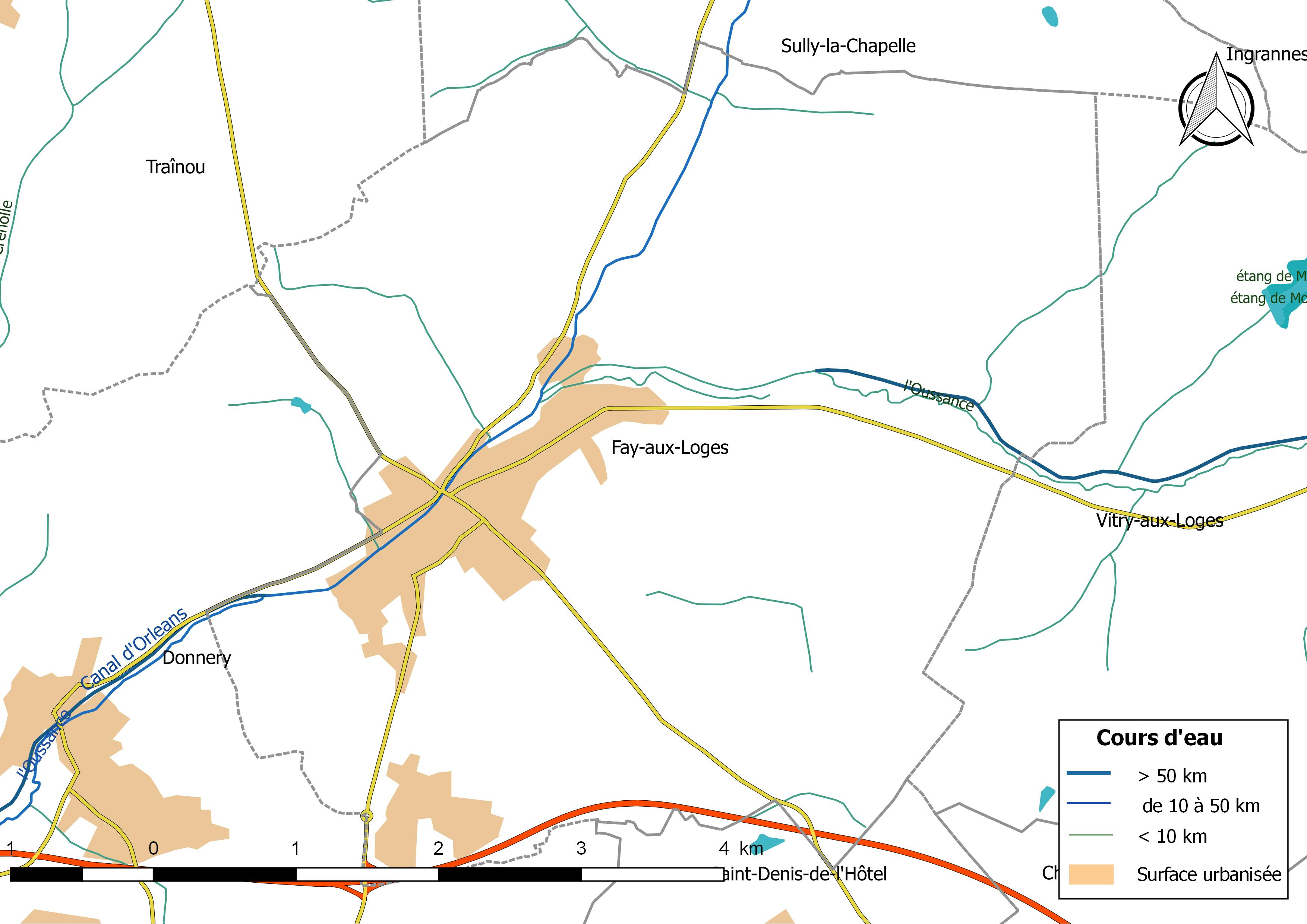
Rețeaua hidrografică a comunei Fay-aux-Loges.

Comuna este traversată de Canalul Orléans, pe o distanță de 6,625 km. Rețeaua hidrografică a comunei are o lungime totală de 25,69 km și cuprinde un alt curs de apă notabil, Oussance (5,771 km), precum și diverse pâraie mai mici, printre care și un alt tronson al Oussance (3,839 km).
Canalul Orléans se întinde pe 78,65 kilometri între Orléans, unde se varsă în Loara, și Châlette-sur-Loing, unde se unește cu canalul Loing și canalul Briare, la nivelul ecluzei Buges. Comuna Fay-aux-Loges este traversată de trei ecluze: Donnery, Fay-aux-Loges și La Jonchère. Canalul a cunoscut o perioadă de mare dezvoltare între 1692 și 1793. Între 1 500 și 2 000 de ambarcațiuni urcau anual pe Loara dinspre Nantes pentru a ajunge la Paris. Portul din Fay-aux-Loges a permis inițial transportul produselor din sticlarie, activitate desfășurată între 1710 și 1740, precum și transportul materialelor de bază și al combustibilului. Ulterior, de aici s-au încărcat piatră, calcar din Beauce, var din cuptoarele locale, nisip, lemn și, în cele din urmă, vin din regiune. Pentru a compensa lipsa de apă din canal în anumite perioade (numite de „șomaj”), s-a decis la începutul secolului al XX-lea realimentarea artificială a canalului prin pompare din Loara, la Combleux. O centrală pe cărbune, destinată alimentării cu energie electrică a unsprezece stații de pompare amplasate la ecluzele versantului Loarei, a fost construită la Fay-aux-Loges între 1908 și 1912. O a douăsprezecea stație, situată la baza digului lacului Vallée, permitea pomparea apei înapoi în acesta atunci când nivelul apei din Grand-Bief era suficient de ridicat. Însă, odată cu apariția concurenței feroviare, traficul fluvial a început să scadă, dispărând complet la începutul secolului XX. Canalul a fost declasificat din rețeaua de căi navigabile în 1954 și a trecut în domeniul privat al statului. În prezent, se organizează plimbări cu un vapor de circa o sută de locuri, între portul de plecare Pont-aux-Moines și Combleux, în aval.
Oussance, cu o lungime totală de 19,9 km, își are izvorul în comuna Nibelle și se varsă în Canalul Orléans, în orașul Orléans, după ce traversează 11 comune.

### Climă
În 2010, clima comunei este de tip oceanic degradat specific câmpiilor din Centru și Nord, conform unui studiu realizat de Centrului Național de Cercetare Științifică (CNRS) bazat pe o serie de date din perioada 1971-2000. În 2020, Météo-France publică o tipologie a climei din Franța metropolitană, în care comuna este expusă unui climat oceanic alterat și se află în regiunea climatică Valea medie a Loarei, caracterizată printr-o bună insolație (1.850 ore/an) și veri puțin ploioase.
Pentru perioada 1971-2000, temperatura anuală medie este de 10,8 °C, cu o amplitudine termică anuală de 15,4 °C. Cumulul anual mediu de precipitații este de 674 mm, cu 10,5 zile de precipitații în ianuarie și 7,2 zile în iulie. Pentru perioada 1991-2020, temperatura medie anuală observată la stația meteorologică Météo-France cea mai apropiată, situată în comuna Loury la 9 km distanță în linie dreaptă, este de 11,8 °C, iar cantitatea medie anuală de precipitații este de 757,1 mm.
Pentru viitor, parametrii climatici estimati pentru comună pentru anul 2050, conform diferitelor scenarii de emisii de gaze cu efect de seră, pot fi consultati pe un site dedicat publicat de Météo-France în noiembrie 2022.

### Medii naturale și biodiversitate

#### Zone Natura 2000
Rețeaua Natura 2000 este o rețea ecologică europeană de situri naturale de interes ecologic, creată pe baza Directivelor „Habitate” și „Păsări”. Această rețea este formată din Zone Speciale de Conservare (ZSC) și Zone de Protecție Specială (ZPS).
În cadrul acestor zone, statele membre se angajează să mențină într-o stare favorabilă de conservare tipurile de habitate și speciile vizate, prin măsuri de reglementare, administrative sau contractuale. Scopul este de a promova o gestionare adecvată a habitatelor, ținând cont de cerințele economice, sociale și culturale, precum și de particularitățile regionale și locale ale fiecărui stat membru. Activitățile umane nu sunt interzise, atâta timp cât acestea nu afectează semnificativ starea favorabilă de conservare a habitatelor și speciilor vizate.
Pe teritoriul comunei Fay-aux-Loges sunt desemnate următoarele situri Natura 2000:
| Număr     | Tip | Nume                         | Hotărâre | Document de obiective    | Localizare                                                |
| --------- | --- | ---------------------------- | --- | ------------------------ | --------------------------------------------------------- |
| FR2410018 | ZPS | Pădurea Orléans              | Hotărârea din 23 decembrie 2003 privind desemnarea sitului Natura 2000 Pădurea Orléans.                                         | Validat la 10 iunie 2005 | În partea de nord-est a comunei.                          |
| FR2400524 | SIC | Pădurea Orléans și periferia | Hotărârea din 20 august 2014 privind desemnarea sitului Natura 2000 Pădurea Orléans și periferia (zonă specială de conservare). | Validat la 10 iunie 2005 | Un nucleu este localizat în partea de nord-est a comunei. |

Situl „Pădurea Orléans” se întinde din nord-estul aglomerației orléaneze până la porțile orașului Gien, urmând un arc de cerc de aproximativ 60 de kilometri lungime și având o lățime variabilă între aproximativ 2 și 15 km. Acest ansamblu forestier aproape continuu este în mare parte domenial. Pădurea domenială este formată din trei masive distincte, de la vest la est: masivele Orléans, Ingrannes și Lorris (considerat în mod obișnuit ca fiind împărțit în două submasive: Lorris-Châteauneuf și Lorris-les Bordes), în jurul cărora se află și alte suprafețe forestiere. Suprafața totală a celor trei masive domeniale este de 34.500 de hectare.
Având o suprafață totală de 32.177 ha, situl este alcătuit din două mari entități care acoperă aproape integral masivele forestiere domeniale din Ingrannes și Lorris. Aceste două entități includ și alte parcele forestiere, precum și lacuri aflate la periferie, alături de vasta „poiană” Sully-la-Chapelle, Ingrannes și Seichebrières, situată în cadrul masivului Ingrannes.
Acest sit prezintă un mare interes ornitologic, fiind un habitat important pentru cuibăritul mai multor specii de păsări, printre care uliganul pescar (Pandion haliaetus), acvila de munte (Hieraaetus pennatus), șerparul (Circaetus gallicus), viesparul (Pernis apivorus), eretele vânăt (Circus cyaneus), caprimulgul european (Caprimulgus europaeus), ciocănitoarea neagră (Dryocopus martius), sură (Dendrocoptes medius) și verde-cenușie (Picus canus), Ciocârlia de pădure (Lullula arborea) și silvia de tufiș (Sylvia undata).
De asemenea, lacurile constituie locuri importante de popas pentru diferite specii de păsări migratoare.
Situl „Pădurea Orléans și periferia”, cu o suprafață totală de 2.226,40 ha, este fragmentat în 38 de entități. Acestea, de dimensiuni variabile (între 0,9 și 347 ha), sunt dispersate pe cele trei masive forestiere și zonele lor periferice. În timpul elaborării documentului de obiective, în urma inventarelor de teren, s-a constatat absența habitatelor sau a speciilor de interes comunitar în anumite entități, ceea ce a condus la propunerea eliminării a 13 dintre ele, reprezentând o suprafață totală de 207,90 ha.
Importanța sitului rezidă în calitatea zonelor umede (lacuri, turbării, mlaștini, bălți), în marea diversitate floristică, cu un interes deosebit pentru briofite, licheni și ciuperci. Pe sit sunt inventariate 17 habitate naturale de interes comunitar, iar acesta prezintă și o mare importanță faunistică, în special pentru păsări, lilieci, amfibieni și insecte.
Situl are o vulnerabilitate redusă în condițiile actuale de gestionare, deoarece este format în principal din parcele de pădure domenială, unde practicile actuale de administrare nu generează constrângeri semnificative pentru speciile protejate. Unele specii, precum uliganul pescar (Pandion haliaetus), sunt monitorizate constant. Alte specii, cum ar fi sonneurul cu burtă galbenă (Bombina variegata), acvila de munte (Hieraaetus pennatus) și sfrânciocul roșiatic (Lanius collurio), ar merita o supraveghere mai atentă.

#### Zone naturale de interes ecologic, faunistic și floristic

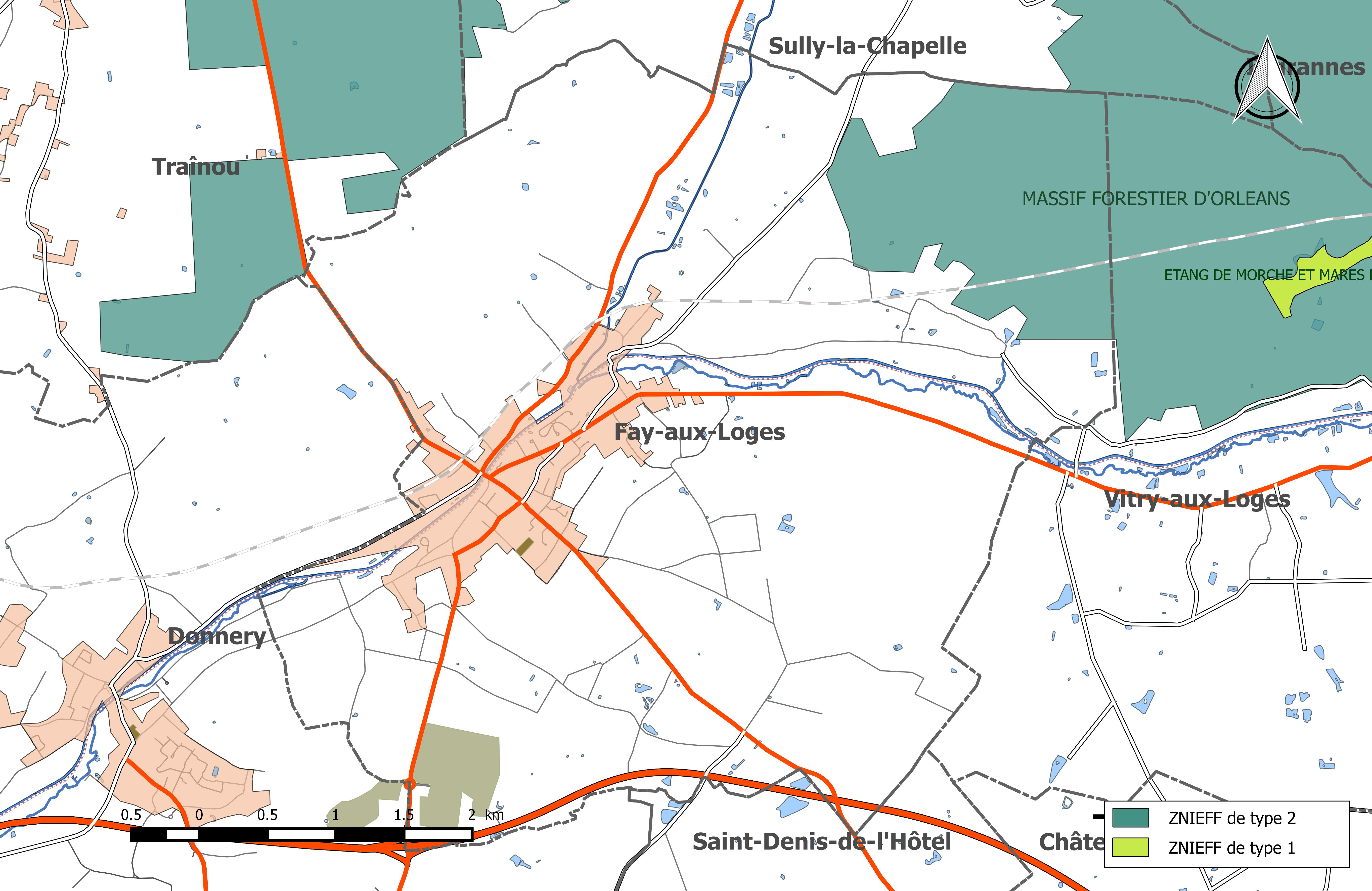
Hartă a zonelor ZNIEFF din comună și împrejurimile sale.

Diferite zone de identificare a bogăției patrimoniale naturale sunt prezente pe teritoriul comunei Fay-aux-Loges. Aceste perimetre se intersectează sau se suprapun, în special în raport cu siturile Natura 2000, subliniind astfel interesul biologic, ecologic sau peisagistic al zonelor vizate.
Inventarul zonelor naturale de interes ecologic, faunistic și floristic (ZNIEFF) are ca obiectiv acoperirea ariilor cele mai valoroase din punct de vedere ecologic, în principal pentru a îmbunătăți cunoașterea patrimoniului natural național și pentru a oferi factorilor de decizie un instrument de sprijin în integrarea considerentelor de mediu în amenajarea teritoriului.
Teritoriul comunei Fay-aux-Loges include o zonă ZNIEFF:
Această ZNIEFF (zonă naturală de interes ecologic, faunistic și floristic), de tip 2, denumită „Masivul forestier Orléans”, are o suprafață de 36.086 hectare și include și comuna Fay-aux-Loges. Pe teritoriul comunei, ea se suprapune cu zona Natura 2000 cu același nume. Altitudinea variază între 126 și 174 m.
Pădurea din Orléans se află în mare parte pe terenuri cu o natură similară celor din Sologne (Burdigaliene), care se extind pe versantul Beauce. Formațiunile vegetale sunt așadar în general acidocline până la acidofile, cu zone uscate, dar și cu zone foarte umede. Interesul ecologic al zonei depășește limitele complexe ale masivului forestier de stat și se extinde și către margini și enclave private care îl continuă.

## Urbanism

### Tipologie
La 1 ianuarie 2024, Fay-aux-Loges este clasificată drept burg rural, conform noii grile comunale de densitate în șapte niveluri definită de INSEE (Institutul Național de Statistică și Studii Economice) în 2022. Ea aparține unității urbane Fay-aux-Loges, o aglomerație intra-departamentală alcătuită din două comune, dintre care Fay-aux-Loges este orașul-centru. În plus, comuna face parte din zona metropolitană a orașului Orléans, fiind o comună de coroană. Această zonă, care include 136 de comune, este clasificată în categoria zonelor cu o populație între 200.000 și mai puțin de 700.000 de locuitori.

### Utilizarea terenurilor
Ocuparea terenurilor din comună, așa cum reiese din baza de date europeană privind ocuparea biogeofizică a solurilor Corine Land Cover (CLC), se caracterizează printr-o pondere importantă a terenurilor agricole (54,7 % în 2018), în scădere față de 1990 (57,6 %). Distribuția detaliată în 2018 este următoarea: păduri (35,5 %), terenuri arabile (30,5 %), pajiști (16,1 %), zone urbanizate (8,3 %), zone agricole eterogene (8,1 %), zone industriale sau comerciale și rețele de comunicații (1,4 %). Evoluția ocupării terenurilor în comună și a infrastructurilor sale poate fi observată pe diferitele reprezentări cartografice ale teritoriului: harta Cassini (secolul XVIII), harta de stat-major (1820-1866) și hărțile sau fotografiile aeriene ale IGN pentru perioada actuală (1950 până în prezent).

## Toponimie
Toponimul „Fay” reprezintă o deformare a vechii forme latine fagetum (o făgetă). Acest termen din Evul Mediu Timpuriu derivă din fagus. Substantivul latin clasic fagus, de gen feminin, a trecut la masculin în latina populară și înseamnă „fag”, cunoscut în franceza veche sub forma fou, nume care a fost înlocuit ulterior cu hestre, de origine germanică, din motive de omofonie.
Cătunul originar s-a format, așadar, într-o pădure de fagi defrișată pentru a crea noi terenuri cultivabile. Între secolele al XI-lea și al XIII-lea, seniorii i-au încurajat pe țărani să defrișeze pădurile și terenurile necultivate pentru a spori producția agricolă. Câmpurile obținute din pădure, bogate în humus și fertilizate cu cenușa arborilor doborâți și arși, aveau un randament mai ridicat decât celelalte.
Localitatea este menționată sub forma Fagetum în anul 1155 și foarte frecvent ca Faiacus sau Faiacum începând cu sfârșitul secolului al XII-lea (de exemplu Apud Faiacum în 1183 sau de Faiaco în 1184). Potrivit lui Jacques Soyer, nu trebuie totuși luată în considerare această din urmă formă, deoarece scribii din regiunea Orléans, în secolele al XI-lea și al XII-lea, adăugau adesea terminația -iacus la numeroase toponime, chiar și atunci când aceasta nu avea niciun temei etimologic.
Acuzativul latin fagum a evoluat în mod regulat spre forme precum faï sau faÿ (bisilabice), ori fait, fau, feu sau fou (monosilabice), cum apare în Apud Fai în 1201 și 1202.
Toponimul „Loges” datează din Evul Mediu, perioada marilor lucrări de defrișare (în special între secolele al XI-lea și al XIII-lea). În Franța medievală, termenul „loge” desemna o colibă sau o baracă acoperită cu ramuri, care servea drept locuință temporară pentru tăietori de lemne sau pentru cei care defrișau pădurile. De asemenea, putea fi un adăpost pentru muncitorii angajați la construirea unui castel. Prin același termen se desemnau și construcții provizorii ridicate de agricultori pentru a adăposti anumite recolte sau unelte agricole.
Cuvântul derivă din termenul francic laubja (= colibă), rădăcina fiind regăsită în cuvântul german modern Laube (= foișor, tonnelă).
În regiunea Orléanais, loge mai desemnează uneori și o pădure discontinuă, unde anumite zone împădurite formează masive (se vorbește uneori despre „pădurea logelor”), dar în acest caz termenul provine din francicul leadiga, care însemna „[pădure] publică”, adică neaparținând unui senior.
Mențiunile care conțin toponimul Loges sunt numeroase: Fayacum in Logiis în martie 1268, Fay ou Loge în 1343, Fay ou Loges la 22 iulie 1376, Fay ou Loge în 1536, Fay în 1740, Faÿ în 1768. Forma Fay aux Loges apare în cele din urmă în secolul al XVIII-lea pe Harta Cassini, iar forma actuală, Fay-aux-Loges, este atestată oficial în 1801, în urma arreté-ului din 5 vendémiaire anul IX (27 septembrie 1800), privind reorganizarea justițiilor de pace din departamentul Loiret.

## Istorie
Proiectele de amenajare a zonelor de activitate au stat la originea unor operațiuni de diagnostic arheologic realizate de Institutul Național de Cercetări Arheologice Preventive (INRAP). Una dintre acestea, în locul numit L’Évangile, a dus la descoperirea vestigiilor unei așezări gallo-romane. Cealaltă, în zona Loge Cognet, a permis localizarea unor gropi săpate în nisip, conținând ceramică din prima epocă a fierului, cunoscută și sub denumirea de perioada Hallstatt.
Aceste cercetări au dus, de asemenea, la descoperirea unei instalații datate la sfârșitul Evului Mediu, secolul al XV-lea, care cuprindea, printre altele, o fântână, un cuptor de olar și numeroase fragmente ceramice, ce au permis reconstituirea formelor ceramice produse în acea vreme.

### Revoluția Franceză și Imperiul

#### Noua organizare teritorială
Decretul Adunării Naționale din 12 noiembrie 1789 stabilește că „va exista o municipalitate în fiecare oraș, târg, parohie sau comunitate rurală”. În 1790, în contextul creării departamentelor, departamentul Loiret număra 367 de municipalități, repartizate în 59 de cantoane și 7 districte. Municipalitatea Fay a fost atașată cantonului Saint-Denis-de-l’Hôtel și districtului Orléans.
Termenul de „comună”, în sensul actual al administrației teritoriale, a fost impus prin decretul Convenției Naționale din 10 brumar anul II (31 octombrie 1793): „Convenția Națională, la propunerea unui membru, decretează că toate denumirile de oraș, târg sau sat sunt suprimate și înlocuite cu cea de comună”. Astfel, municipalitatea Fay devine în mod oficial „comuna Fay” în anul 1793.
Cantoanele au fost desființate ca unități administrative printr-o lege din 26 iunie 1793 și au păstrat doar un rol electoral, permițând alegerea electorilor de gradul al doilea, însărcinați cu desemnarea deputaților. Constituția din 5 fructidor anul III, aplicată începând cu vendémiaire anul IV (1795), a desființat districtele, considerate instrumente administrative asociate cu Teroarea, dar a menținut cantoanele, care au căpătat de atunci o importanță sporită, recăpătând și o funcție administrativă.
În cele din urmă, în perioada Consulatului, o reorganizare teritorială menită să reducă numărul justițiilor de pace a dus la scăderea numărului de cantoane din departamentul Loiret de la 58 la 31. Fay-aux-Loges a fost atunci atașată cantonului Chécy și arondismentului Orléans, printr-un decret emis la 9 vendémiaire anul X (1 octombrie 1801).
În anul 1806, comuna a fost transferată în noul canton Châteauneuf-sur-Loire, format dintr-o comună provenită din fostul canton Ingré (desființat), șapte comune din cantonul Neuville și trei din cantonul Patay. Această organizare a rămas neschimbată până în anul 2015.

### Epoca contemporană
La sfârșitul secolului al XIX-lea, traficul comercial pe Canalul Orléans a început să încetinească. Pentru a relansa circulația ambarcațiunilor, au fost luate mai multe măsuri, printre care lărgirea ecluzelor (conform legii Freycinet din 1879). Însă ecluzele mai mari necesitau un volum mai mare de apă. Pentru a remedia această problemă, între 1908 și 1911, a fost construită la Fay o uzină electrică, pusă în funcțiune în 1911. Aceasta pompa apa din Loara și Loing, la Combleux, și o transporta printr-un sistem de 11 stații de pompare intermediare până la Noue-Malzone (în apropiere de ecluza Grignon), punctul de separare a apelor canalului. Uzina era activată în perioadele secetoase, când cantonierii deschideau toate stavilele iazurilor de alimentare, dar apa tot nu era suficientă în canal. Instalația a fost distrusă de germani în timpul Ocupației. În 1995, domnul Charles Pathé a inițiat restaurarea clădirii, transformând-o în „Salons de l’Écluse” și organizând acolo diverse evenimente (recepții, seminarii etc.). Coșul de fum și fațada au fost clasate ca monumente istorice de Bâtiments de France pe 4 martie 1999. Pe 17 septembrie 1999, syndicat mixte de gestion du Canal d’Orléans a achiziționat clădirea, care a reintegrat astfel patrimoniul Canalului Orléans.

## Populația și societatea

### Date demografice
Evoluția numărului de locuitori este cunoscută prin recensămintele populației efectuate în comună începând din 1793. Pentru comunele cu mai puțin de 10 000 de locuitori, un recensământ al întregii populații este realizat la fiecare cinci ani, populațiile legale pentru anii intermediari fiind estimate prin interpolare sau extrapolare.
În 2022, comuna număra 3 846 locuitori, în creștere cu +2,34 % față de 2016 (Loiret: +1,89 %, Franța fără Mayotte: +2,11 %).
| An        | 1793  | 1821  | 1841  | 1851  | 1876  | 1886  | 1901  | 1921  | 1936  | 1962  | 1982  | 2006  | 2014  | 2022  |
| --------- | ----- | ----- | ----- | ----- | ----- | ----- | ----- | ----- | ----- | ----- | ----- | ----- | ----- | ----- |
| Populație | 1 053 | 1 111 | 1 446 | 1 678 | 1 787 | 1 890 | 1 571 | 1 398 | 1 469 | 1 601 | 2 135 | 3 104 | 3 644 | 3 846 |

## Cultură locală și patrimoniu

### Locuri și monumente
- Biserica Notre-Dame datează din secolul al XI-lea și are o fleșă pe turnul-cruce, datând din secolul al XIII-lea[76].
- Uzina electrică (1908–1911) destinată canalului Orléans, a fost în funcțiune între 1911 și 1922; fațada și coșul de fum sunt clasate ca monumente istorice[77].
- Ecluza Donnery de pe canalul Orléans.
- Piscina în aer liber, construită în 1968 și deschisă publicului în 1969. A fost închisă în 1999 din cauza neconformității cu reglementările în vigoare, dar a fost redeschisă în 2003, după lucrări importante de reabilitare. Două bazine sunt accesibile: bazinul mare (25 x 12,5 m) cu o adâncime de 1,80 până la 3,20 m și bazinul mic (12,5 x 12,5 m) cu o adâncime de 0,60 până la 1,20 m.

### Personalități
- Jan Van Beers (1852–1927), pictor belgian, este înmormântat în comună.
- Lucien Nonguet (1869–1955), cineast francez, a murit în comună.
- Cristóbal Balenciaga (1895–1972), creator de modă spaniol, deținea castelul Reinerie.